# Bernard Goraguer
Pour les articles homonymes, voir Goraguer.
Bernard Goraguer est un footballeur français né le 20 mai 1948 à Plogoff.

## Carrière
Bernard Goraguer fait ses premiers pas de footballeur professionnel avec le FC Lorient en septembre 1968 où il est resté trois saisons et termine troisième meilleur buteur de D2 en 1971-1972. Sochaux et Metz lui font alors les yeux doux et il décide d'intégrer la D1 dans le Doubs. Il démarre fort mais finira par perdre sa place de titulaire lors de sa troisième saison là-bas.
Il décide alors de repartir à Lorient qui jouait le titre de champion de France de D2 et la montée dans le championnat élite. Ils ne finiront finalement que deuxième et ratent donc la montée. En juin 1976, le club dépose le bilan et Goraguer part jouer à l'AS Poissy qui vient de monter en D2. Il ne reste qu’un an à Poissy. Quimper se manifeste et il rejoint le Finistère où il terminera sa carrière à 32 ans.
Bernard Goraguer est aujourd'hui toujours le meilleur buteur de l'histoire du Football Club de Lorient, avec 67 buts inscrits.